# Droga krajowa 89
Die Droga krajowa 89 (DK 89) ist eine Landesstraße in Polen.

## Verlauf
Die im Jahr 2014 eröffnete, rund 10 km lange DK89 verbindet den Stadtteil Westerplatte und den Hafen von Danzig (Gdańsk) mit der Anschlussstelle Gdańsk-Lipce der Droga ekspresowa S7 (Schnellstraße S7) im Südosten der Stadt.